# Плютей золотисто-окрашенный
Плюте́й золоти́сто-окра́шенный, или золотисто-бу́рый (Pluteus chrysophaeus) — гриб рода Плютей. В системе рода Плютей С. П. Вассера этот вид относится к секции Celluloderma подрода Hispidocelluloderma, в системе Э. Веллинги к подсекции Eucellulodermini секции Celluloderma. Считается малоизвестным съедобным грибом.
Синонимы
- Agaricus chrysophaeus Schaeff. 1774 basionym
- Agaricus crocatus Batsch 1783 (nom. illeg.)
- Pluteus leoninus var. chrysophaeus (Schaeff.) Fr. 1821
- Pluteus luteovirens Rea 1927
- Pluteus galeroides P.D. Orton 1960
- Pluteus xanthophaeus P.D. Orton 1960
- Pluteus leoninus sensu Singer (1930), Imai (1938), Romagn. (1956) — омоним для Pluteus leoninus (Schaeff.) P. Kumm. 1871 — Плютей львино-жёлтый[2]

Омонимы
- Pluteus chrysophaeus sensu Fay. (1889) — относится к роду Волоконница (Inocybe sp.)
- Pluteus chrysophaeus sensu Metrod (1943) — синоним для Pluteus romellii Britz. 1894 — Плютей Ромелля[2]
- Pluteus chrysophaeus auct. — синоним для Pluteus phlebophorus (Ditmar) P. Kumm. 1871 — Плютей жилковатый [3]

## Описание
Шляпка диаметром 1,5—5 сантиметров, тонкомясистая, от конической до выпукло-распростёртой формы, может быть с бугорком. Поверхность гладкая, желтовато-оливковая, охристая или коричневатая, в центре жилковатая, с выраженными радиальными морщинами, край светло-жёлтый, штриховатый.
Пластинки свободные, широкие, частые, беловатые, с возрастом розовые.
Ножка 2—6×0,2—0,5 см, цилиндрическая, центральная, к основанию расширяется, плотная. Поверхность гладкая, кремовая или желтоватая, волокнистая, в нижней части с беловатым опцшением.
Мякоть желтовато-серая, на срезе не изменяется, вкус и запах не выражены.
Остатки покрывал отсутствуют, споровый порошок розовый.
Споры гладкие, широкоэллипсоидные, яйцевидные или почти округлые, 6—7×5—6 мкм.
Кожица шляпки гименовидная, состоит из булавовидных, лимоновидных или округлых клеток размерами 30—70×10—30 мкм, содержащих коричневатый или желтоватый (по краю шляпки) пигмент. Покровы ножки состоят из цилиндрических гиф шириной 5—20 мкм, содержащих желтоватый пигмент.
Базидии четырёхспоровые, размерами 20—28×6—8 мкм, тонкостенные, булавовидные, бесцветные.
Хейлоцистиды размерами 50—80×10—30 мкм, булавовидные или бутылковидные, с апикальным отростком, тонкостенные, бесцветные, многочисленные. Плевроцистиды 40—95×10—30 мкм, веретеновидные или бутыльчатые, бесцветные или с желтоватым пигментом, с апикальным придатком.

## Сходные виды
- Плютей жилковатый (Pluteus phlebophorus) отличается менее выраженным рельефом кожицы шляпки и микроскопическими признаками.[4]

## Экология и распространение
Сапротроф на пнях, остатках древесины лиственных деревьев, преимущественно вяза, реже тополя, клёна, дуба, бука, ясеня, растёт также на подгнивших, но ещё живых стволах. Известен в европейских странах от Британских островов до России (кроме Пиренейского полуострова); в Азии — в Закавказье (Грузия) и Японии; в Северной Африке — Тунис, Марокко. Встречается редко, в России  отмечен для Самарской области как часто встречающийся.
Сезон: июнь — октябрь.